# シンクラン
株式会社シンクラン（英文表記: Thinkrun Co.,Ltd.）は、石川県金沢市に本社を置く日本の運送会社である。旧社名はアトム運輸株式会社 (あとむうんゆ) (英文表記: Atom Transportation Co.,Ltd.) 。2015年1月1日に現社名へ変更された。詳細は社名変更を参照のこと。

## 概要
一般貨物輸送をはじめ、飲食店や小売店への清涼飲料水の配送業務をコカ・コーラのボトラーから受託しているほか、自動販売機への商品補充や売上管理、販売促進活動、倉庫内における商品管理などを行っている。また、北陸コカ・コーラボトリングの管轄エリアにおいて、自動販売機の整備業務なども行っており、マレーシアの International Refreshment Machines社に出資し、日本国内でリース契約が終了した中古自動販売機を再整備したうえで、アジア各地へ輸出する事業を行っている。
同社の取扱商品がコカ・コーラ製品に特化していることについて、前社長の鶴賀裕行は「私達はコカ・コーラとその製品が大好きだから。」と発言しており、コカ・コーラのブランド力と商品力を背景とした事業の集中であると説明している。

## 沿革
- 1971年（昭和46年）10月 - 北陸サービス株式会社設立。
- 1997年（平成9年）1月 - アトム運輸株式会社に商号変更。
- 2015年（平成27年）1月 - 株式会社シンクランに商号変更
- 2021年（令和3年）
  - 1月 - ホールディングス経営へ移行。
  - 10月 - 創業50周年。

## 事業
- 貨物自動車運送事業
- 貨物運送取扱事業
- 各種自動販売機の販売・設置・保守

## 営業地域
営業地域は、北海道、宮城県、山形県、福島県、栃木県、千葉県、埼玉県、東京都、神奈川県、山梨県、富山県、石川県、福井県、長野県、愛知県、三重県、滋賀県、奈良県、和歌山県、京都府、大阪府、兵庫県、岡山県、広島県、山口県、鳥取県、島根県、徳島、福岡県、佐賀県、熊本県、大分県、宮崎県、鹿児島県の、34都道府県となっている。

## 社名変更
2015年1月1日をもって、アトム運輸株式会社から株式会社シンクランに社名変更した。新社名の由来については、ホームページにおいて「株式会社シンクランという社名は、Think（考える、頭をつかう、知恵をだす）と、Run（走る、実行する、広がる）から生まれました。すべての社員は常に考えつづけ、走りつづけることで、顧客のニーズを早く的確にとらえ、解決策を考え、学び、迅速に決断し、速やかに、熱意をもって行動します。また、チームメイトの個性や能力の違いを認めあい、多様性を活かして、あらゆる変化に柔軟に対応します。株式会社シンクランは、そんな人材の集りになっていきます。」と説明されている。また、ロゴマークについても、従来の赤いATOM マークから、青いthinkrunマークに刷新された。

## 社会貢献
2018年4月1日、女子ラグビーチーム「東京フェニックス」のプレミアムパートナーとなった。
2017年9月、第29回ツール・ド・のと400に特別協賛を行った。
2012年8月30日、石川県をホームタウンとする、日本プロサッカーリーグ (Jリーグ) 加盟プロサッカークラブツエーゲン金沢のオフィシャルパートナーとなった。

## 不祥事
2013年5月13日、国の中小企業緊急雇用安定助成金を不正に受給したとして、石川労働局が社名を公表した。同局は、アトム運輸が不正受給分を含め国から得た助成金の全額287,602,395円を返納していることや、悪質さの度合いを踏まえ、刑事告訴を見送った。

## 関連会社
- 株式会社エルコーポレーション
- さわやかリテールサポート株式会社
- 株式会社ケーエルシー
- 株式会社ティーアールネット
- BEVPROASIA Company Limited (Thailand）
- 株式会社TEAMS